# ウダイ・サッダーム・フセイン

ウダイ・サッダーム・フセイン

ウダイ・サッダーム・フセイン・アッ＝ティクリーティー（アラビア語：عدي صدام حسين 、Uday Saddam Hussein、1964年6月18日 - 2003年7月22日）は、イラク元大統領サッダーム・フセインとその最初の妻サージダ・ハイラッラーの長男。クサイの兄。新聞「アル＝バービル」、テレビ局「シャバーブTV」、ラジオ局「ボイス・オブ・イラク」といった独自のメディアを設立、自ら経営していた。ニコラエ・チャウシェスクの次男ニク・チャウシェスクとはスイスやモナコで度々会うなど親しくした。以前は、サッダームの後継者と目されていた。
イラク代表のサッカー選手に対する激しい暴行やイラン等との密輸等数々の悪名で知られる。

## 生い立ち
ウダイは、サッダームの長男として生まれてから、両親に甘やかされて育てられたと言われ、それが後の歪んだ人格に大きく影響したと言われる。これはサッダーム自身が継父から体罰などの厳しい教育を受けたためで、「自分の子には厳しいしつけはしたくない」という親心からだったといわれる。
高校は、弟と共に、父の母校で、かつて母が統括していたハールフ高校に通った。当時の同級生の回想によるとウダイは騒々しく、乱暴な性格で手に負えない生徒だった。また、しばしば実弾入りの弾帯を巻いて登校していたという。車に夢中だったらしく、気に入った生徒の父母の車を見つけると護衛に命じて奪い取ったりした。ウダイが足を骨折した時にはクラスごと1階に引っ越したと言われる。このころには、葉巻や“女性”にも手を出していた。そんなウダイの当時の夢は、イラクが核兵器保有国となるために核物理学者になることだったという。そして物理学を学ぶために、アメリカの大学に留学するはずであったが、1980年にイラン・イラク戦争が開戦したため、夢は断たれた。
1984年、ウダイはバグダード工科大学を首席で卒業する。話によれば、ウダイに高得点を付けない教師は報復として暴行を受けたり、解雇されたりしたという。後にウダイは政治学の博士号を授与された。
ウダイは、前々からスポーツに関心を示し、自ら「アル＝バアス・アッ＝リヤーズィー」（スポーツ復興の意）というスポーツ雑誌を発行していた。とりわけサッカーに興味があり、イラン・イラク戦争中に自ら「アッ＝ラシード」というサッカークラブを創設した。このクラブでは、高い報酬や装備、食事、兵役免除などの特典があった。アッ＝ラシードの選手は、前線では無く、バグダード周辺警備が任務の共和国防衛隊の特別部隊に配属された。また、イラク各地のサッカークラブの優秀な選手を引き抜いた事も国民を怒らせた。
イラン・イラク戦争中、サッダームの命令で一兵士としてイラク陸軍に入隊したが、軍当局の計らいで、危険な前線からは遠ざけられ、ほとんど軍の任務には参加しなかった。ウダイが前線に行くところ必ず、イラク軍参謀総長アブドゥルジャッバール・シャンシャール大将が同行した。ある時、サッダームとウダイが、イラン軍との最前線に現れた。サッダームはウダイにイラン軍を攻撃せよと命じ、シャンシャール大将の説得も空しくウダイは戦闘ヘリで飛び立ち、イラン軍とおぼしき一群を攻撃した。後に判明したところでは、ウダイがミサイルで攻撃した一群はイラン軍では無く、味方であるはずのイラク軍の部隊であった。
そのような失態は伏せられ、バアス党のプロパガンダ機関は、ウダイが前線で勇敢に戦い、イラン軍を撃退したという旨の写真、記事を発表し続けた。
1986年、サッダームはウダイを政界進出と青年層の掌握、スポーツ外交を通じて、後継者として世界に認知させるために、青年省の傘下にある「イラク・オリンピック委員会」の会長に任命した。ウダイは翌年に青年省を廃省し、イラク・オリンピック委員会が同省の権限を引き継いだ。巨大な権力と地位の足がかりを手に入れた。

## 殺人
1988年8月、エジプトのホスニー・ムバーラク大統領夫人スーザーン・ムバーラクがイラクを訪問。スーザーンとサージダ・ハイラッラーは意気投合し、二人はこの夜、迎賓館で眠りについた。迎賓館のすぐ近くには、豪華なゲストハウスがあり、そこではサッダームの信任厚い側近のカーミル・ハンナ・ジョジョが仲間と共にイラン・イラク戦争終結を祝う宴会を開いていた。ウダイは別のゲストハウスに住んでいたが、サージダとスーザーンが宴会での大音量の音楽と、酔った勢いで銃を空に向けて発砲した音で起きてしまうと、護衛の一人に静かにするようにと伝令させたが、宴会の騒ぎは収まらず、個人秘書ザファール・ムハンマド・ジャービルや護衛と共に騒ぎを止めに出かけた。
会場に付くや否や、ウダイは酔いつぶれたハンナと口論になり、手に持っていた象牙のステッキで殴りつけた。ハンナは床に倒れたが、ウダイは酔った勢いで倒れたのだと思い込んでいたという。翌朝、サッダームがウダイに電話をかけ、ハンナが死亡したことを告げた。この時、サッダームは息子の狼藉とお気に入りの側近を殺されたことに怒り狂っており、放っておけば自らウダイを殺しかねない勢いだったという。異父弟のバルザーン・イブラーヒーム・ハサンの助言で、ひとまずウダイの処遇を裁判所に委ねることに同意した。
一方、ウダイは事件にショックを受け、睡眠薬を多量に服用して自殺を図ったが、一命を取り留めた。病院を退院すると、ウダイは自宅に篭城し、サッダームの警護官が彼を捕らえるために自宅を訪れると発砲してくるなど、まだ精神状態が不安定であり、サッダームは数日間放置した。海外に事件が報道されると、国内にも公表せざるをえなくなり、サッダームは事件の特別委員会を設置、委員会が有罪と判定すれば、ウダイを裁判所に引き渡すとした。
サッダームは、ウダイが悪い友人たちと付き合っていた故に、自分を見失い、狼藉を働いたに違いないと思い込んでいた。しかし、ウダイの友人らの聞き取りの結果、父であるサッダームさえ知らなかったウダイの堕落した生活が明らかになり、失望したとされる。
サッダームはウダイを全ての公的職から解任する。当時のウダイの肩書はイラク・オリンピック委員会会長、イラク・サッカー協会会長、サッダーム・フセイン科学技術大学学長だった。
ウダイは陸軍の刑務所に収監されることになった。だが、その刑務所長はウダイの母方の従兄弟で、ウダイは独房ではなく兵舎に収容され、数週間後には、バグダードのラドワニーヤ地区にあるサッダーム個人の屋敷に収監されるなど特別扱いであった。独房にはサッダームと母サージダが交代に泊まりに来て、一緒に眠ったという。わずか46日でウダイは釈放された。
ヨルダンのフセイン1世国王が事件解決の仲介を行ったこともあり、サッダームはカーミル・ハンナの遺族を共和国宮殿に招待し、遺族がウダイの助命を求めるという和解のシーンを国営テレビで放送した。それらは、部族社会のイラクでは伝統的な和解方法に則ったものだった。またサッダームの親族や側近らも減刑を求めた。結局、ウダイが裁判所に引き渡されることは無かった。

## ウダイの権力復帰
事件の二週間後、ウダイはイラクのジュネーヴ国連代表部一等書記官に任命され、スイスに任官した。叔父であるバルザーンがお目付け役となり、ウダイの野性を丸くしようと努力したが、無駄だった。ウダイは外交官としてスイスに滞在するための滞在許可を申請したが、その申請が審議されている最中にジュネーヴのレストランで店側とトラブルを起こし、ナイフを振りかざして、警官と口論となったのである。スイス滞在中も外交官らしい仕事を一切せず、毎夜のようにバーやナイトクラブなど、風俗街に入り浸りになっていた。結局、パリ、イスタンブールを転々とした後、イラクに帰国した。
湾岸戦争はウダイにとって予想外の出来事だったらしく、彼は戦争になるとは思っていなかったという。91年1月、イラク軍占領下のクウェートを訪問中、イラクがイスラエルを弾道ミサイルで攻撃したというニュースが飛び込んでくると、ウダイはイスラエルの報復攻撃を恐れて狼狽し、急いでバグダードに引き返した。その途中、ウダイの乗った車列が多国籍軍の爆撃を受けたが、本人は難を逃れた。
湾岸戦争終結後に南部シーア派住民による反政府蜂起が起きた際には、意外にも「シーア派の人間を殺す気にはなれない」と言い、南部に行くことを拒否した。
イラクが国連による経済制裁を受ける中、ウダイは義兄弟のフセイン・カーミル・ハサンと共に「アル＝アミール社」を設立し、かつての敵国イランと食料や石油密輸、兵器売買などの密貿易で私腹を肥やした。例えば、国連からの人道支援物資を闇市に横流ししたり、日本から送られた児童用ミルクの荷札を張り替えて売り飛ばした。このことは、その後、米軍がバグダードを制圧した際に、ウダイが経営する企業の倉庫から大量の人道支援用の粉ミルクが発見されたことから明らかになっている。また、キプロスを経由して密輸タバコも売っていた。
このことを聞きつけたサッダームにより、同社は解散させられたが、ウダイはすでにイランだけでは無く、ヨルダン、シリア、トルコなどにも密輸ルートを独自に確保していた。また、イラクで唯一のペプシコーラ製造工場や、ファーストフード店も経営していた。また、ロシアン・マフィアや南米の麻薬組織とも関係が深かったと言われる。このころのウダイはイラクでもっとも裕福な男となっており、個人資産は数億ドルあるとされた。
このころ、カーミル・ハンナ殺害直後に解任された全職への復職が許された。その後、イラク・ジャーナリスト協会会長、イラク作家連盟会長、イラク俳優連盟会長など文化・芸能面にも権力を進出させた。また、イラク・オリンピック委員会会長にも復帰した。
イラク・オリンピック委員会長時代、成績不振のスポーツ選手に対して日常的に暴行が行われ、52人ものスポーツ選手が彼の暴行によって命を落としたと言われ、のちにアメリカ軍によってイラク制圧後にウダイが利用していたとされる多数の拷問器具が発見されている。また、ウダイと対立したサッカー・イラク代表監督はウダイから自宅にロケット砲を撃ち込まれている。
1993年に行われたFIFAワールドカップ・アメリカ大会アジア地区最終予選の日本対イラク戦（ドーハの悲劇）でも、もしイラク代表が日本代表に敗北していた場合、メンバーに対し全員鞭打ちの刑に処せられることになっていた、と当時のイラク代表のメンバーが語っていた。
前半を一点ビハインドで折り返した際、ハーフタイム中にロッカールームにウダイが現れ「お前たち、分かっているだろうな」と敗戦後の暴行をほのめかしたという。後半は打って変わって激しいフィジカルコンタクトを前面に押し出したサッカーを終始続け、終了間際に同点ゴールを決めたことで鞭打ちの刑が回避されたとも、結局予選敗退となったことで鞭打ちが執行されたものの引き分けに免じて回数が半分になったともされる。この時のイラクの選手たちの様子をラモス瑠偉は「前後半でまるで違うチームになった」と述懐している。
1997年、イラクは、第1シードとして、仏W杯アジア1次予選グループ9でカザフスタンとパキスタンと同じ組になったが、カザフスタンがイラクの成績を上回り、イラクの予選敗退が決まった。1997年6月29日、1次予選最終戦のアウェイでのカザフスタン戦でイラクが敗退し、イラク代表選手たちが帰国すると、イラクサッカー協会会長を兼務していたウダイが代表選手たちを軍事施設に連行し、鞭打ちした。また、コンクリートむき出しの狭い暴行用の部屋(立って歩けない程の低い天井で、狭く、更に部屋中に無数のコンクリートの柱がひしめき合うように立っていた)に選手を閉じ込めたりした。この事件をイギリスの新聞がセンセーショナルに報道したことで、後に国際サッカー連盟(FIFA)が調査したが、「暴行は無かった」と報告した。しかし、2003年のイラク戦争で、フセイン政権が倒れると、報道されたウダイの暴行の全てが事実であったことが判明した。
また、自ら設立したメディア機関で、ターハー・ヤースィーン・ラマダーン、ターリク・ミハイル・アズィーズなどのバアス党内の古参幹部や時のアフマド・フセイン・フダイル内閣の経済政策、外交政策を辛辣に批判し、政府の人事や政策にも大きく影響した。
1994年、ウダイはサッダームの異父弟で叔父にあたるバルザーン・イブラーヒーム・ハサンの娘サジャーと結婚した。サッダームは結婚によってウダイの性格が丸くなることを望んだが、結婚生活は長く続かず、僅か4日後にウダイはバグダードの高級ホテルで売春婦と暮らし始めた。結局、1年足らずで事実上の離婚となった。
1995年にはイッザト・イブラーヒームの娘と結婚したが、長くは続かず、翌年離婚した。

## 叔父を銃撃
1995年8月8日、ウダイの叔父で、母サージダの弟であるルアイ・ハイラッラーはある売春婦を巡って、ルアイの姉の夫ワトバーン・イブラーヒーム・ハサンと争っており、その日、ルアイは自分のボディーガードをワトバーンのいる宴会場に送り、女のことを諦めるよう伝達させた。しかし、ワトバーンは自分のボディーガードに、ルアイのボディーガードを殴り倒すように命じ、数時間たってルアイのボディーガードは、血を流しながら戻ってきた。これに怒ったルアイは、ウダイに助けを求めた。
ウダイは当日かなり酔っており、ふたつ返事で了承すると、大型の銃を持って宴会場に向かうと、まずワトバーンのボディーガードらを銃撃し、関係の無い宴会の参加者らも射殺した。そこに帰宅したはずのワトバーンが戻ってきた。ウダイの車列が通り過ぎたのを見て、引き返してきたのだった。ウダイはワトバーンに向けて銃を発射。ワトバーンは両足を撃たれ、重傷を負ったが、ワトバーンのボディーガードらはウダイに向かって発砲することはなく、ただ呆然と立ち尽くしていた。
本来なら、ウダイは罰せられるはずだが、ちょうどこの時、フセイン・カーミル兄弟が親族と共に亡命する事件が発生、そちらの方の対処が優先された。ワトバーンの二人の兄（バルザーンとサブアーウィー）はウダイを罰するように主張したが、サッダームはそれを避けた。理由は、売春婦を巡る争いが事件の発端だということが公になると、一族の不名誉になると考えたからだった。
サッダームは自分流の罰として、ウダイの大切な高級車のコレクション、ポルシェ、BMW、フェラーリ等を格納しているガレージに火を点けた。後に残ったのは、それらの焼け焦げた残骸であった。ウダイはこの事態に落胆し、後年になっても未練がましく弟のクサイに愚痴をこぼしたとされる。もっとも、燃やされた車はウダイの保有する自動車のほんの一部であったとされる。

## 暗殺未遂
1996年12月12日、ウダイは友人のパーティーに向かうため、バグダードのマンスール地区を車で移動中、スポーツバッグに銃を隠し持っていた男らによって銃撃された。男らは現場から逃走、ウダイは意識不明に陥った。
銃弾はウダイの左胸から貫通し、心臓をかすめたために命は助かったが、胃が切り裂かれ体外に飛び出ていたという。また、左足の脛骨が銃弾で破壊され、右足にも重傷を負った。
一時は死へと近づいたが、緊急手術の甲斐があって何とか命を取り留めたが、体の左半分の動きが鈍くなり、血圧が急激に低下した。また、胸の強い痛みを訴え、肺血栓の疑いが濃くなった。
翌年には、サッダームの強い要望でフランスの病院で、治療させることを求めたが、フランス政府からの許可が下りず、かわりに仏人医師団がイラクに到着した。検査の結果、左下腹部に血栓が見つかった。医師らは血栓を取り除く手術を求めたが、ウダイが拒否したために薬剤投与の治療に切り替え、何とか命の危機は脱した。左足の手術は、まだ足が腫上がっていたため、仏人医師が一ヶ月間延期を求めたが、ウダイがそれに激怒、代わりにドイツから来た医師が手術を行った。
懸命の手術や治療にもかかわらずなかなか左足の傷が完治しなかった。理由は、ウダイが病室を抜け出してドライブをしたり、毎夜のように仲間らと共に酒の入ったパーティーを行い、あげくの果てに病室のベッドで女と一夜を共にするという、ふしだらな行為を続けていたからであった。
また、事件によりインポテンツになったという噂があったが、前述の通りデマであった。ウダイにはかねてより自分を拒む女性をレイプしていたという複数の証言があり、実行犯らはこれを「天罰」と称していたという。
結局、左腕は治ったものの、酷く重傷を負った左足はついに完治せず、以来歩行が困難になり、杖が必需品となった。また、以前にもまして短気で攻撃的な性格になったという。
奇しくも、ウダイが負傷した左足の傷は、かつて自分が銃撃で負傷させた叔父ワトバーンの足の傷と同じ位置にあった。
その後、実行犯らが「アン＝ナフダ」というグループ名で犯行声明を出した。長らく、ウダイ暗殺未遂事件を実行したのはシーア派反体制派勢力の仕業と見られていたが、実はイラクの民主化を目指す国内の若者や学生らによる地下組織の仕業であったことが、イギリス人ジャーナリストのパトリック・コバーンの取材で判明した。
ウダイを暗殺しようとする事件は、度々発生しており、93年にはウダイが会長を務めるオリンピック委員会本部のゴミ箱に爆弾を仕掛けて、爆殺を計る計画があったが、爆発はウダイが建物を出たときに発生したために計画は失敗に終わった。

## 後継者レースから脱落
かねてからの素行の悪さに加えて暗殺未遂による後遺症など一連の騒動の結果、ウダイは完全に後継レースから外れ、弟のクサイが後継者として周囲から認知されるようになった（クサイと異なり幹部会である革命指導評議会のメンバーにも入っていない）。それ以降、ウダイの権力は弱体化し、国内のメディア・娯楽・スポーツ・ビジネスといった範囲に限定された。1996年にフィダーイーン・サッダームという民兵組織を創設したものの、その後、クサイに指揮権限を奪われるなど、このころのウダイは不遇な時期を過ごしていた。
2000年にはイラクの国会にあたる国民議会の選挙において議員にトップで当選した。
ちなみに、2002年頃Yahoo!やMSNの無料アカウントを自身の名前で取得し、それを使って自分の気に入らないジャーナリストらに対して脅迫メールを送付したことがある。

## イラク戦争〜死
2003年、イラク戦争開戦に伴い、国営ラジオにてウダイの名で「神は侵略者から我々を守る」とアメリカ軍を中心とした多国籍軍に対して抵抗を呼びかける内容の声明が発表された。
しかし、ウダイは戦争に乗じて政権の転覆を計っていたと、ジャーナリストのピーター・アーネットは主張している。アーネットによるとウダイはサッダーム政権の独裁制や国連からの経済制裁を招いた父の外交手法に苛立ち、サッダームに苦言を呈していたという（もっともウダイも独裁制の下で自由奔放に動き、経済制裁で多額の利益を得ていた）。
開戦後の3月26日、ウダイの副官でフィダーイーン・サッダームの予算担当財務総括官だったマキ・ムスタファー・ハムダート将軍がウダイへ宛てた手紙で「閣下（ウダイ）を長として、閣下の指令と命令により新たに政権を確立する件について、我々フィダーイー・サッダームの上官達全員に、新政権での閣僚へ加わるという閣下の希望を伝達済みであります。」とウダイ政権に忠誠を誓う内容となっている。
この3月26日にウダイは自ら経営するラジオ局「ボイス・オブ・イラク」放送を通じてクーデター開始を発表するはずだったが、米軍がラジオ局を空爆したため、計画は敢無く挫折したという。
ウダイは開戦前からオリンピック委員会を隠れ蓑に影の政府的なものを作っていたという。アーネットによればウダイこそ、体制内で政権交代を唱えた高位クラスの人物だとして、「遡ること10年前、ウダイはゆっくりと権力要素を組み立てていった。イラク軍将校と政治家達を集めて、専制的な父親を屈服させるつもりでいた」と主張している。
4月1日、イラク国営放送にてサッダーム、クサイと共に会合するウダイの姿が公表されたが、これがウダイの最後の映像となった。バグダード陥落直前、ウダイは一旦、サッダームと別れてクサイと共に米軍の追及を逃れ、イラク北部の拠点でサッダームと合流し、シリアに亡命しようとしたが、シリア側に入国を阻止されて失敗したという。5月にウダイが駐留米軍を通じて投降交渉を行っているとの報道がなされたが、その後、米軍によって否定された。逃亡中の動向については一切不明だが、サッダームとは別行動を取っていたと言われる。
2003年7月22日、米軍はある情報提供者から、イラク北部のモスルの邸宅に大物逃亡者が潜伏しているとの情報を得ると、24時間かけて綿密な計画を準備し、アメリカ陸軍第101空挺師団をその邸宅に向かわせ、家を包囲した。家宅捜査をしようとしたその瞬間、室内から米兵に向けて激しい銃撃が起きた。劣勢に立たされた米軍部隊は一旦撤収し、その後、攻撃ヘリの支援を得て、邸宅を攻撃、約4時間に及ぶ戦闘を行った。
そして、突入した米兵によりウダイ、クサイ、クサイの息子ムスタファー、4人の護衛の遺体が確認された。ウダイとクサイは、銃撃戦の最中にもパニックになりながら友人や支援者らに電話を掛けており、その会話を傍受していた米軍は電話先の居場所を割り出し、彼らも拘束した。
7月24日、ドナルド・ラムズフェルド国防長官の決定により、米軍は死んだウダイ・クサイ兄弟の写真を公表した。
米軍司令部は、イラクでウダイ、クサイ兄弟がまだ生きているという噂を打ち消すために兄弟の遺体の写真を公開した。この公開について、「戦闘中に殺害された米兵捕虜の写真を公開したサッダーム・フセインをブッシュ政権が非難したこと」を考えると、アメリカは二重基準であると一部から批判があがった。米軍はこの批判に、ウダイ、クサイは戦闘員ではなく国際法上問題ないと答え、イラク国民にとって転換点になると述べた。
これにより、彼らの死を喜んだ多くのイラク国民が、祝砲として至るところで銃を発砲した。だがこの流れ弾により31人が死亡し多数の負傷者が出た。
ちなみに、ウダイ・クサイが潜伏していると米軍に通報したのはナワーフ・ザイダーンという地元建設会社社長で、ウダイ・クサイ兄弟を自分の自宅に匿ったと言われている。サッダームの出身一族「アルブ・ナースィル」の出身で、旧政権時代にサッダームは自身の「従兄弟」であると嘘をついたため、サッダームの怒りを買い投獄された経験があるという。ザイダーンはその後、米軍から賞金を受け取ると、家族と共にアメリカに亡命したと報じられた。
アメリカ側は、これで当時、イラクの治安悪化の元凶と見なされていたサッダーム旧政権残党勢力が力を落として弱体化すると楽観的な見通しを示したが、むしろこの後、駐留外国軍に対する攻撃は悪化、苛烈さを増した。
ウダイの遺体は弟クサイ、その息子ムスタファーと共に、ティクリートの墓地に埋葬された。2007年、サッダーム処刑後はティクリート近郊のアル＝アウジャ村にあるサッダームも眠る墓地に埋葬し直された。